# Ратко Делетић
Ратко Делетић (Грачаница, код Андијевице, 1947 – Подгорица, 1. август 2007) био је српски песник, новинар, уредник и антологичар.

## Биографија
Осмогодишњу школу учио је у родном месту и Андријевици, гимназију у Беранама и дипломирао на Филозофском факултету Приштини српскохрватски језик и југословенску књижевност 1975.  године. Као студент био је уредник у студенстском листу на српском „Нови свет“ чију су редакцију партијски форуми Косова и Приштине 1972. године сменили. Тада му је забрањено да се бави новинарством и писањем, па је под политичким притиском напустио Приштину и прешао у Никшић у коме је био новинар „Универзитетске ријечи“ и сарадник „Никшићких новина“ и Побједе. Од 1976. године новинар је листа „Агрокомбинат 13. јул“ у Подгорици, а потом уредник листа Удружења књижевника Црне Горе „Запис“. Од 1983. до 1985. године био је секретар Удружења књижевника Црне Горе и уредник за поезију у „Ободу“ на Цетињу (1985-1998). Један је од оснивача  и главни уредник издавачке куће „Ступови“ из Андријевице, као и оснивач и главни уредник издавачке куће „Комови“ у истом граду. Умро је у Подгорици 1. августа 2007. године и сахрањен на братственичком гробљу Јасен у родном селу Грачаници.
Часопис “Глас Холмије“ је 2017. установио књижевну награду “Ратко Делетић“. Награду за 2017. годину добио је песник Драгомир Дале Ћулафић, за 2018. песник и новинар Дарко Јововић, за 2019. годину припала је књижевнику Ратомиру Стојановићу, док је награду за 2020. добио књижевник Вулко Шћекић. За 2021. годину награду је добио песник Милан Мане Вукајлов Цимбаљевић.

## Награде и признања
- Награда „Блажо Шћепановић”, за поезију 1968, за есејистику 1989.
- Награда „Лазар Вучковић”, први добитник, 1970.
- Лимске вечери поезије, 1971.
- Универзитетска ријеч, 1975.
- Одзиви, 1986.
- Награда „Кондир Косовке девојке”, 1992.
- Награда „Глигорије Глиша Елезовић”, 1994.
- 13. јул, награда СО Андријевица, 1995.
- Награда Сајма књига православних земаља, Пећ, 1996.
- Награда „Ђурђеви ступови”, 1997.
- Награда „Вељко Видаковић”, 1999.
- Награда „Марко Миљанов”, 1999.
- Награда „Кочићево перо”, 2000.
- Награда „Душан Костић”, Унирексова награда, постхумно, 2007.

## Дела

### Поезија
- Светоболи, Беране, 1969;
- Додир лета (заједно с Даринком Јеврић и Браниславом Тодићем), Јединство, Приштина, 1970;
- Топлина бола, Коле, Никшић, 1974;
- Што се јави, Коле, Никшић, 1975;
- Још трају небеса, НИП Побједа, Титоград, 1976;
- Злоречица, НИО Побједа, Титоград, 1980;
- Друго доба, Обод, Цетиње, 1980;
- Лице земље, Запис, Београд, 1982;
- Није час, Партизанска књига – УКЦГ, Титоград, 1985;
- Горчине, МПЗ, Пљевља, 1989;
- Елегија о времену, Универзитетска ријеч, Никшић, 1989;
- Избјегличке студи, Удружење књижевника Црне Горе, Титоград, 1989;
- Црна кућа, Унирекс, Никшић 1994;
- Небески знаци, КПЗ Подгорица, Подгорица, 1994;
- Усамљена земља, избор песама, Ободско слово, Ријека Црнојевића, 1995;
- Повратак на Косово, Григорије Божовић, Приштина, 1995;
- Велика зима, избор песама, Ступови, Андријевица, 1996. и 1997;
- Света Недјеља, изабране песме, Ступови, Андријевица, 1997;
- Вук и човјек, Ступови, 1998, друго издање Просвета, Београд, 2002;
- Тамни откоси, Удружење књижевника Црне Горе, Подгорица, 1999;
- Косовски заточници, Унирекс, Подгорица, 2000;
- Црна Дрина, Бесједа, Бања Лука – Арс либри, Београд, 2001;
- Не остављај празан град, Ободско слово, Ријека Црнојевића, 2002;
- Отвори врата куће, Унирекс, Подгорица 2004;
- Туга јабланова, Унирекс, Подгорица 2007;

### Путописи и репортаже
- Комови – камена књига, 1984;
- Комови – љетопис времена, 1995;
- Небеско огледало, 1998;
- На Злоречици Андријин град, 2005;
- Комови између неба и звијезда, 2007;
- Разведри ми изнад Црне Горе, 2007;

### Есејистика и пубицистика
- Вино искри као дјевојачко око, 1981;
- Говор времена, 1986;
- Игуман Мојсије Зечевић, 1992;
- Животни и књижевни пут Радована Вуковића, 1993;
- Мирослав Ђуровић – пјесник нашега доба, 1994;
- Игуман Мојсије Зечевић као игуман Стефан, допуњена издања 1996. и 2005;
- Миленко Ратковић – живот и књижевни пут, 1997;
- Карађорђевићи су Ђуришићи – Краље код Андријевице, 2005;
- Симболи времена: савремени писци Косова и Метохије, 2006;

### Антологије
- Најмлађа српска поезије Косова, Урошевац, 1971;
- Сија звјезда петокрака: црногорске партизанске народне пјесме, Побједа, Титоград, 1985;
- Модро око маслине, Бар, 1990:
- Крчаг вина и поезије: стихови црногорских пјесника, Подгорица, 1992;